# Шаріпзянов Дамір Амірзянович
Дамір Амірзянович Шаріпзянов (рос. Дами́р Амирзя́нович Шарипзя́нов; 17 лютого 1996, м. Нижньокамськ, Татарстан, Росія) — російський хокеїст, захисник. Виступає за Авангард у Континентальній хокейній лізі.